# Страшнов, Амнон
Амнон Страшно́в (ивр. אמנון סטרשנוב‎, с 1986 по 1987 год также Амнон Нево́ (ивр. אמנון נבו‎); род. 24 июля 1947, Пардес-Хана, Палестина) — израильский юрист. Главный военный прокурор Армии обороны Израиля с 1986 по 1991 год. Бригадный генерал запаса.
Судья Окружного суда Тель-Авивского округа Израиля с 1991 по 2002 год. Председатель Верховного суда Израильской футбольной ассоциации с ноября 2016 по ноябрь 2023 года.

## Биография
Амнон Страшнов родился в Пардес-Хане 24 июля 1947 года.
Отец Страшнова, Ханс (Йоханан) Страшнов (15 мая 1921 — 10 июня 2012), репатриировался в Палестину из Роттердама в Нидерландах в 1936 году со своей матерью (сионистской активисткой Ализой Страшнов), сестрой и двумя братьями, вскоре после чего семья поселилась в поселении Мегед (в дальнейшем район Пардес-Ханы). Мать Страшнова, Ева (Хава) Страшнов (урождённая Зоммер) (2 декабря 1922 — 28 декабря 2010), репатриировалась в Палестину в 1933 году из Гамбурга, Германия, со своими родителями (адвокатом Йозефом Зоммером и Хильдой (Хаей) Зоммер) и братом, после чего семья также поселилась в поселении Мегед.
Страшнов был средним из трёх сыновей в семье (старший брат: Йорам, род. 29 ноября 1944; младший брат: Илан, род. 30 сентября 1954). Отец Страшнова занимался сельским хозяйством, а мать Страшнова была домохозяйкой.
В 1964 году Амнон Страшнов окончил Сельскохозяйственную школу в Пардес-Хане.
С 1964 по 1968 год изучал юриспруденцию на факультете юриспруденции Еврейского университета в Иерусалиме в рамках программы «академического резерва» (ивр. העתודה האקדמית‎), позволяющей получение отсрочки от службы в армии ради получения высшего образования для дальнейшей службы в армии по полученной специальности.

### Военная карьера
Ещё во время учёбы Страшнов окончил курс командиров отделений пехотных войск в 1966 году, принял участие в боях за Иерусалим в рядах 16-й пехотной бригады «Йерушалаим» в ходе Шестидневной войны 1967 года и завершил офицерские курсы в 1967 году.
По окончании учёбы в 1968 году был призван на службу в Военной прокуратуре Израиля. По 1973 год служил военным обвинителем, а затем и окружным обвинителем, в прокуратуре Северного военного округа. В 1972 году получил лицензию на право занятия адвокатской деятельностью.
Одновременно с военной службой Страшнов был в начале 1970-х годов футбольным судьёй Национальной лиги Израиля (тогдашнее название Премьер-лиги Израиля), будучи самым молодым судьёй лиги.
В 1973 году был назначен судьёй по дорожно-транспортным делам окружного военного суда Северного военного округа, исполнял эту должность до 1975 года. Параллельно исполнял должность судьи Военного суда по делам о терроризме в Лоде. С 1975 по 1976 год был заместителем главного прокурора Северного военного округа.
С 1976 по 1980 год был Главным военным обвинителем. Помимо прочего, возглавлял обвинение по делу террориста, участвовавшего в захвате заложников в гостинице «Савой» в Тель-Авиве в марте 1975 года, по делу террористов, участвовавших в теракте на Прибрежном шоссе в марте 1978 года, и по делу Командующего Военно-морских сил Израиля вице-адмирала Михаэля Баркаи, обвинённого в изнасиловании, а также участвовал в расследовании авиационной катастрофы крушения вертолёта Sikorsky CH-53 Sea Stallion в мае 1977 года, повлекшей гибель 54 военнослужащих (ивр. אסון הנ"ד‎). С 1977 по 1980 год также вёл передачу «Дин у-дварим» на армейской радиостанции «Галей Цахаль». С октября 1977 по январь 1978 года также прошёл курс командования и штабной работы в Колледже полевого и штабного командного состава.
В 1980—1981 годах находился на учёбе в Школе Военной прокуратуры США в Шарлоттсвилле, Виргиния, став первым представителем Военной прокуратуры Израиля, посланным на учёбу в данном заведении, после чего вернулся на должность Главного военного обвинителя до 1982 года.
В 1982 году Страшнов был назначен Председателем военных судов Западного берега реки Иордан. В 1984 году стал заместителем Главного военного прокурора. В марте 1986 года участвовал в симпозиуме по международному гуманитарному праву в Осло, Норвегия, а в июле 1986 года принял участие в семинаре на тему права и правовых институтов США, прошедшем в Зальцбурге, Австрия. С сентября по ноябрь 1986 года находился на учёбе в Колледже национальной безопасности Армии обороны Израиля.

#### На посту Главного военного прокурора

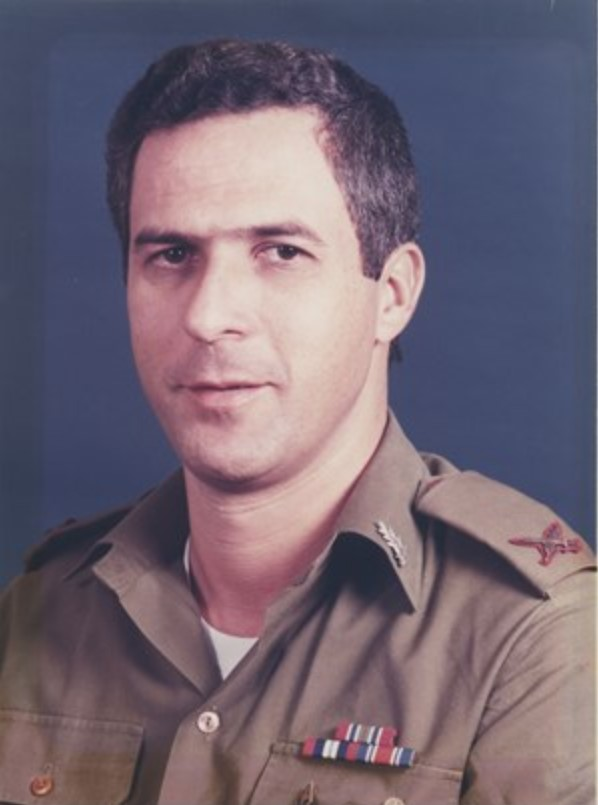
Бригадный генерал Амнон Страшнов — Главный военный прокурор

28 ноября 1986 года Страшнову было присвоено звание бригадного генерала, и он вступил на должность Главного военного прокурора, сменив на посту бригадного генерала Бен Циона Фархи.
По просьбе Начальника Генштаба генерал-лейтенанта Моше Леви Страшнов выбрал себе в ту пору фамилию на иврите: Нево, однако после вступления на должность Начальника Генштаба генерал-лейтенанта Дана Шомрона Страшнов вернулся к своей прежней фамилии.
В 1987 году под руководством Страшнова была проведена повторная проверка дела израильского офицера разведки черкесского происхождения Изата Нафсо, признанного в 1982 году виновным в государственной измене и шпионаже и приговорённого к 18-летнему тюремному сроку. Проведённая проверка выявила факт применения сотрудниками Общей службы безопасности «Шабак» жёстких мер физического и душевного воздействия для получения признания Нафсо в преступлениях и сокрытия этими сотрудниками данного факта в ходе судебного процесса над Нафсо. На этом основании Страшнов ходатайствовал в Верховном суде об оправдании Нафсо по большинству предъявленных ему обвинений и освобождении его из-под стражи.
Период исполнения Страшновым полномочий Главного военного прокурора был ознаменован событиями Первой палестинской интифады. Помимо прочего, органам Военной прокуратуры пришлось иметь дело с беспрецедентным количеством уголовных дел, связанных с нарушением правопорядка и терактами со стороны палестинского населения на Западном берегу реки Иордан и в секторе Газа, а также сопровождать применение административных мер борьбы с правонарушителями, включая депортацию, снос домов террористов, административные действия против родителей несовершеннолетних правонарушителей и административные аресты.
В ходе Первой палестинской интифады Военная прокуратура под руководством Страшнова также интенсивно занималась значительно возросшим количеством дел против израильских военнослужащих, обвинённых в применении излишнего насилия при попытках прекращения беспорядков, а также разработкой обновлённых правил применения оружия, соответствующих создавшимся в ходе Интифады обстоятельствам. Указания Страшнова о возбуждении уголовных дел против израильских военнослужащих, а затем и о привлечении их к уголовной или дисциплинарной ответственности, относились и к высокопоставленным офицерам (включая, например, возбуждение уголовного дела против командира бригады «Гивати» Эфи Эйтама (Файна)), обвинённым в даче приказов о применении излишней физической силы против палестинских нарушителей порядка.
Одним из дел, получивших широкий общественный резонанс, стало дело полковника Йехуды Меира, обвинённого в даче приказа «переломать руки и ноги» палестинским участникам беспорядков, вследствие которого солдаты под командованием Меира жестоко избивали дубинками задержанных в ходе беспорядков палестинцев: по результатам следствия Страшнов отдал указание удовольствоваться привлечением Меира к дисциплинарной ответственности за превышение служебных полномочий и его увольнением из армии по собственному желанию, однако Верховный суд счёл данное решение не соответствующим в существенной мере принципам разумности и указал Страшнову привлечь Меира именно к уголовной ответственности.
В период Первой интифады Страшнов часто подвергался критике и давлению с противоположных сторон: ястребино настроенные политики и командование армии неоднократно обвиняли Страшнова и Военную прокуратуру в ограничении свободы действий армии, создании правовых помех на её пути к победе в конфликте и излишнем рвении в преследовании служащих Армии обороны Израиля, участвующих в подавлении беспорядков, а представители либерально настроенной общественности, наоборот, озвучивали мнение о недостаточности усилий Страшнова по сдерживанию действий израильской армии против палестинцев. Сам же Страшнов высказывался о том, что в его видении Военная прокуратура под его командованием должна оказывать поддержку действиям армии и совершенствовать нормативно-правовые инструменты с целью их соответствия новой реальности, но тем временем и сдерживать армию, насколько то необходимо для предотвращения нарушения правовых и моральных норм.
Деятельность Военной прокуратуры в ходе Первой палестинской интифады была позже описана Страшновым в его книге «Правосудие под огнём — правовая система во время Интифады» (1994).
В феврале 1988 года Страшнов принял участие в разъездной кампании Антидиффамационной лиги по восточному побережью США с целью представления израильской позиции относительно событий Первой палестинской интифады, в апреле 1989 года участвовал в кампании Сионистской федерации в Лос-Анджелесе, США, по разъяснению правовых аспектов деятельности Армии обороны Израиля на контролируемых армией палестинских территориях, с февраля по март 1990 года участвовал в турне по школам юриспруденции в США с целью продвижения израильской публичной дипломатии под эгидой Ассоциации еврейских студентов юриспруденции США.
В 1990 году Страшнов отдал указание возбудить уголовное дело против бригадного генерала Рами Дотана по подозрению в получении взяток от американских компаний взамен на обеспечение их победы в тендерах ВВС; по результатам следствия Дотан был в дальнейшем отдан под суд, признан виновным, разжалован в рядовые и заключен на 13-летний тюремный срок.
В должности Главного военного прокурора Страшнов проводил также организационные реформы в Военной прокуратуре, включая учреждение апелляционной инстанции в военных судах на контролируемых Армией обороны Израиля территориях Западного берега реки Иордан и сектора Газа и перевод военных защитников (представителей защиты подозреваемых и обвиняемых военнослужащих) из подчинения окружным прокурорам Военной прокуратуры в ведение Главного военного защитника.
В середине 1990 года стало ясно, что Страшнов не сможет повторить карьерное достижение своего предшественника, Бен Циона Фархи, повышенного в звании до генерал-майора и назначенного на пост Председателя Военного апелляционного суда по завершении деятельности на посту Главного военного прокурора, ввиду решения Фархи остаться на своей должности на дополнительный срок. 22 февраля 1991 года Страшнов передал командование Военной прокуратурой бригадному генералу Илану Шиффу накануне выхода в запас из армии.

### Судебная карьера
8 июля 1991 года, после выхода в запас, Страшнов был назначен судьёй в Окружной суд Тель-Авивского округа.
На данной должности был, помимо прочего, главой судебной коллегии Окружного суда по тяжким преступлениям (включая убийства, изнасилования, шпионаж и т. п.), рассматривал также разнообразные гражданские дела.
Широкий резонанс вызвало принятое в 1992 году решение Страшнова оправдать отца, обвинённого в применении физической силы по отношению к своим детям, что было аргументировано Страшновым невозбранностью умеренных телесных наказаний детей в педагогических целях; в 2000 году в другом деле Верховный суд Израиля признал подобную аргументацию несостоятельной.
С 1994 по 1996 год преподавал на факультете юриспруденции Тель-Авивского университета.
С 1995 года, дополнительно к своей судейской должности, был также председателем комиссии по выплате компенсаций жертвам террора, апелляционной комиссии по пенсиям ветеранов Армии обороны Израиля, апелляционной комиссии по регистрации подрядчиков-исполнителей инженерно-строительных работ, комиссии по мерам дисциплинарного взыскания относительно частных детективов и комиссии по условно-досрочному освобождению.
Скандал, связанный с именем Страшнова, вызвали обвинения адвокатов Амнона Зихрони и Дрора Арада-Аялона, защитников Нахума Манбара, израильского бизнесмена, обвинённого в продаже химического оружия Ирану. Во время ведения процесса защитники Манбара пытались добиться отвода Страшнова от дела, заявив о наличии романтической связи между Страшновым и ранее входившей в команду защиты сотрудницей Зихрони, адвокатом Пнинат Янай (в прошлом проходившей стажировку под руководством Страшнова), которая, якобы, пыталась навредить защите Манбара. В конце концов, обвинения против Страшнова оказались необоснованными, но скандал вероятно повлиял на шансы Страшнова получить назначение в Верховный суд.
Когда скандал утих, Страшнов выехал на учёбу за рубежом и по возвращении занимался, в основном, рассмотрением гражданских и экономических исков.
15 декабря 2002 года Страшнов вышел в отставку. Решение Страшнова завершить судейскую карьеру в возрасте 55 лет было весьма неординарным, принимая во внимание практику израильских судей уходить в отставку не ранее достижения 60-летнего возраста или при стаже судебной работы не менее 20 лет. Сам Страшнов объяснял своё решение уйти с судейской должности до достижения возраста выхода на пенсию настигнувшим его чувством, что возможности его развития в рамках судейской карьере по большей мере исчерпаны.

### После выхода в отставку
После выхода в отставку Страшнов стал заниматься ведением частного арбитража и медиации. Также был советником в адвокатской конторе «Коэн — Страшнов».
В 2002 году, ещё до формального завершения Страшновым судейской должности, Страшнов упоминался в качестве претендента на пост Юридического советника правительства Израиля, однако вопрос назначения утратил свою актуальность в начале 2003 года по уходу с должности министра юстиции Меира Шитрита, продвигавшего назначение Страшнова на данный пост.
29 апреля 2004 года был назначен президентом «Израильского института коммерческого арбитража», некоммерческого партнёрства, основанного Ассоциацией торговых палат Израиля. Исполнял эту должность до 1 февраля 2012 года.
Исполнял также должности председателя комиссии по условно-досрочному освобождению с июля 2003 года и председателя комиссии Министерства транспорта по выдаче лицензий на вождение такси с августа 2005 года.
Стоял во главе комиссии по проверке состояния Израильской футбольной ассоциации, с 2008 по 2013 год был главой Совета по предотвращению насилия в спорте Министерства культуры и спорта Израиля.
Был главой избирательной комиссии на предварительных выборах председателя партии «Авода» в 2007 году.
22 ноября 2011 года Страшнов был назначен уполномоченным по принятию мер дисциплинарного взыскания в отношении медицинских работников в Министерстве здравоохранения Израиля. В данной должности, помимо прочего, Страшнов постановил в феврале 2021 года пожизненно аннулировать медицинскую лицензию «ковид-диссидента» доктора Арье Авни, публично призывавшего к отказу от вакцинации и нарушению предписаний Министерства здравоохранения в период распространения COVID-19 в Израиле.
В январе 2012 года Страшнов был назван возможным кандидатом сменить Миху Линденштраусса на посту Государственного контролёра Израиля летом 2012 года.
С ноября 2016 года был также Председателем Верховного суда Израильской футбольной ассоциации. В этой должности отметился, помимо прочего, определением от 13 июня 2023 года по апелляционной жалобе клуба «Бейтар (Иерусалим)» относительно наказания, возложенного на клуб за поведение его болельщиков, сорвавших массовым прорывом на футбольное поле церемонию вручения клубу Кубка Израиля: судейская коллегия во главе со Страшновым отменила отстранение клуба на год от участия в еврокубках, однако оставила в силе решение снять с «Бейтара» три очка в Чемпионате Израиля в следующем сезоне и отстранить клуб от участия в следующем розыгрыше Кубка Израиля. В ходе демонстрации около дома Страшнова 19 июня 2023 года болельщики «Бейтара» порезали колёса автомобиля Страшнова. 15 ноября 2023 года сложил полномочия на посту за год до назначенного срока, передав должность Председателя суда отставному судье Ади Заранкину.
22 ноября 2020 года министр обороны Бени Ганц назначил Страшнова председателем правительственной комиссии по проверке решений военного эшелона Израиля по приобретению Израилем подводных лодки типа «Дольфин» и дополнительных военных судов у немецкого концерна ThyssenKrupp; учреждение комиссии последовало за вызвавшим скандал в Израиле «Делом о подводных лодках» (ивр. פרשת הצוללות‎), в рамках которого ряд израильских участников процесса закупок были заподозрены в коррупции, а также высказывались мнения о неправомерном вмешательстве в процесс закупок со стороны премьер-министра Биньямина Нетаньяху. Вследствие требования Юридического советника правительства Авихая Мандельблита ограничить полномочия комиссии ввиду опасения, что деятельность комиссии нанесёт ущерб завершению уголовного следствия по делу, Страшнов и другие члены комиссии заявили о своём решении уволиться из комиссии. Деятельность комиссии не была возобновлена вследствие учреждения государственной следственной комиссии под руководством бывшего Председателя Верховного суда Ашера Груниса по тому же делу (но с расширением полномочий комиссии с целью расследования решений не только военного, но и политического эшелона Израиля) в феврале 2022 года.
Страшнов выступал также медиатором в переговорах между органами прокуратуры и лицами, в отношении которых был вынесен оправдательный вердикт по делам о совершении тяжких преступлений (включая Хагая Фелисьяна, оправданного от обвинений в двойном убийстве в тель-авивском ЛГБТ-центре, и Романа Задорова, оправданного от обвинений в резонансном убийстве Таир Рады), о сумме компенсации, подлежащей выплате этим лицам.

### Личная жизнь
Проживает в Раанане.
Был женат на Мирьям Страшнов (25 августа 1947 — 29 июля 2015), переехавшей в Израиль из Венгрии в возрасте 10 лет, с которой Страшнов познакомился ещё в студенческие годы в Иерусалиме. После кончины своей жены, которая в последние годы жизни занималась добровольческой деятельностью в Центре поддержки жертв сексуального насилия в Раанане, Страшнов и другие члены его семьи учредили «Фонд поддержки имени Мирьям Страшнов» для финансовой поддержки деятельности по уходу за жертвами сексуального насилия.
Отец пятерых сыновей: Офир (род. 15 декабря 1971; адвокат, партнёр в адвокатской конторе «Коэн — Страшнов»), Ярон (род. 5 ноября 1973), Элад (род. 5 ноября 1981; скончался от лейкемии в возрасте двух лет), Охад (род. 31 января 1985) и Ади (род. 9 сентября 1987).

## Публикации

### Книги и академические статьи
- אמנון סטרשנוב צדק תחת אש — המערכת המשפטית באינתיפאדה הוצאת ידיעות אחרונות, 1994 (Амнон Страшнов, «Правосудие под огнём — правовая система во время Интифады», книга издательства «Едиот ахронот», Тель-Авив (1994)), ISBN 965-48-2000-5 (иврит)[80]
- אמנון סטרשנוב ילדים ונוער בראי המשפט הוצאת לשכת עורכי הדין, 2000 (Амнон Страшнов, «Дети и подростки в правовой перспективе», книга издательства Коллегии адвокатов, Тель-Авив (2000)) (иврит)
- אמנון סטרשנוב הפעלת עונש מאסר על תנאי שנגזר ע"י בית-דין צבאי הפרקליט ל (התשל"ו) 71 (Амнон Страшнов, «Приведение в исполнение приговора военного суда при отмене условного осуждения», «Ха-Праклит» № 30 (1975—6) 71) (иврит)
- Lt. Col. Amnon Straschnow, The Exclusionary Rule: Comparison of Israeli and United States Approaches (Подполковник Амнон Страшнов, «Правило недопустимости доказательства в связи с незаконностью его получения: сравнение подходов Израиля и США»), 93 Military Law Review 57 (Summer 1981) (Архивная копия от 4 марта 2009 на Wayback Machine) (англ.)
- אמנון סטרשנוב צמצום החסיון בפני הפלללה עצמית הפרקליט לה (התשמ"ג—התשמ"ד) 243 (Амнон Страшнов, «Сокращение объёма привилегии не свидетельствовать против себя», «Ха-Праклит» № 35 (1983—4) 243) (иврит)
- אמנון סטרשנוב בזכות הפעלת סעיף 10א לפקודת הראיות לגבי נאשמים במשותף הפרקליט לח (התשמ"ח—התשמ"ט) 660 (Амнон Страшнов, «За применение статьи 10а Указа о доказательствах в делах с участием нескольких подсудимых», «Ха-Праклит» № 38 (1988—9) 660) (иврит)
- אמנון סטרשנוב עבירות מין — חידושי החקיקה והפסיקה המשפט ב' (1994) 265 (Амнон Страшнов, «Половые преступления — новости законодательства и судебной практики», «Ха-Мишпат» № 2 (1994) 265) (Архивная копия от 10 января 2023 на Wayback Machine) (иврит)
- אמנון סטרשנוב העדת ילדים בבית-המשפט בעבירות מין — גישה אחרת הפרקליט מב (התשנ"ה—התשנ"ו) 484 (Амнон Страшнов, «Допрос детей в суде при расследовании половых преступлений — другой подход», «Ха-Праклит» № 42 (1995—6) 484) (иврит)
- אמנון סטרשנוב הודאה של חולה נפש במשטרה — מה דינה רפואה ומשפט 13 (1995) 44 (Амнон Страшнов, «Признание вины душевнобольным при следствии», «Рефуа у-мишпат» № 13 (1995) 44) (иврит)
- אמנון סטרשנוב שפיטת נאשם בהיעדרו המשפט ה (התשס"א) 201 (Амнон Страшнов, «Заочное разбирательство уголовного дела», «Ха-мишпат» № 5 (2001) 201) (Архивная копия от 3 сентября 2022 на Wayback Machine) (иврит)
- אמנון סטרשנוב ראיות מדעיות ועדויות מומחים בבתי המשפט רפואה ומשפט 25 (2001) 177 (Амнон Страшнов, «Доказательства научного характера и показания экспертов в судах», «Рефуа у-мишпат» № 25 (2001) 177) (Архивная копия от 1 мая 2021 на Wayback Machine) (иврит)
- אמנון סטרשנוב בקרת המערכת המשפטית על צה"ל, פרק בפרסום יחסי הדרג האזרחי והדרג הצבאי בישראל (עורך: רם ארז), מזכר 68, מרכז יפה למחקרים אסטרטגיים, אוניברסיטת תל אביב (נובמבר 2003) 39 (Амнон Страшнов, «Контроль правовой системы над Армией обороны Израиля», в издании (ред. Рама Эреза) «Взаимоотношения между гражданскими и военными органами в Израиле», № 68, Центр стратегических исследований им. Яффе, Тель-Авивский университет (ноябрь 2003), с. 39), ISBN 965-459-055-7) (Архивная копия от 3 сентября 2022 на Wayback Machine) (иврит)
- Amnon Straschnov, Israel’s Commitment to Domestic and International Law in Times of War (Амнон Страшнов, «Приверженность Израиля национальному и международному праву во время войны»), Jerusalem Center for Public Affairs, Vol. 4, No. 5 (October 10, 2004) (Архивная копия от 5 марта 2016 на Wayback Machine) (англ.)
- Amnon Straschnov, Israel’s Military Justice System in Times of Terror (Амнон Страшнов, «Система военного правосудия Израиля во времена борьбы с террором»), Jerusalem Center for Public Affairs, Vol. 10, No. 33 (March 30, 2011) (Архивная копия от 25 марта 2014 на Wayback Machine) (англ.)

### Публицистика
- אמנון סטרשנוב הדלפה בלתי נסלחת הארץ, 29.1.03 (Амнон Страшнов, «Непростительная утечка информации», «Га-Арец» (29.1.03)) (Архивная копия от 4 сентября 2022 на Wayback Machine) (иврит)
- אמנון סטרשנוב בג"ץ פסל את שאלה 67 הארץ, 3.4.03 (Амнон Страшнов, «Высший суд справедливости исключил 67-й вопрос», «Га-Арец» (3.4.03)) (Архивная копия от 4 сентября 2022 на Wayback Machine) (иврит)
- אמנון סטרשנוב לא כל מכה היא עבירה הארץ, 23.2.04 (Амнон Страшнов, «Не каждый удар является преступлением», «Га-Арец» (23.2.04)) (Архивная копия от 4 сентября 2022 на Wayback Machine) (иврит)
- אמנון סטרשנוב מעבר לשיקולי ביטחון הארץ, 21.2.05 (Амнон Страшнов, «Вне соображений безопасности», «Га-Арец» (21.2.05)) (Архивная копия от 4 сентября 2022 на Wayback Machine) (иврит)
- אמנון סטרשנוב שחיתות מילולית הארץ, 29.12.05 (Амнон Страшнов, «Словесная коррупция», «Га-Арец» (29.12.05)) (Архивная копия от 4 сентября 2022 на Wayback Machine) (иврит)
- אמנון סטרשנוב עיתונאי הוא לא שופט הארץ, 10.2.07 (Амнон Страшнов, «Журналист — не судья», «Га-Арец» (10.2.07)) (Архивная копия от 4 сентября 2022 на Wayback Machine) (иврит)
- אמנון סטרשנוב בעד הוידאו-קונפרנס הארץ, 7.3.07 (Амнон Страшнов, «За видео-конференцию», «Га-Арец» (7.3.07)) Архивная копия от 4 сентября 2022 на Wayback Machine) (иврит)
- אמנון סטרשנוב למה להיטפל? הארץ, 20.3.07 (Амнон Страшнов, «Зачем докучать?», «Га-Арец» 20.3.07)) (Архивная копия от 4 сентября 2022 на Wayback Machine) (иврит)
- אמנון סטרשנוב גסות רוח לא תועיל הארץ, (31.7.07 (Амнон Страшнов, «Грубость не поможет», «Га-Арец» (31.7.07)) (Архивная копия от 4 сентября 2022 на Wayback Machine) (иврит)
- אמנון סטרשנוב המוסר הכפול של המדינה הארץ, 22.10.07 (Амнон Страшнов, «Двойная мораль государства», «Га-Арец» (22.10.07)) (Архивная копия от 4 сентября 2022 на Wayback Machine) (иврит)
- אמנון סטרשנוב בין שני רמטכ"לים: דן שומרון ומשה לוי, ישראלים מזן אחר הארץ, 27.2.08 (Амнон Страшнов, «Между двумя Начальниками Генштаба: Дан Шомрон и Моше Леви, израильтяне другого вида», «Га-Арец» (27.2.08)) (Архивная копия от 8 сентября 2015 на Wayback Machine) (иврит)
- אמנון סטרשנוב חטאיו של בורר הארץ, 3.4.08 (Амнон Страшнов, «Грехи арбитра», «Га-Арец» (3.4.08)) (Архивная копия от 4 сентября 2022 на Wayback Machine) (иврит)
- אמנון סטרשנוב לא להרוס ולא לנתץ הארץ, 6.7.08 (Амнон Страшнов, «Не сносить и не крушить», «Га-Арец» (6.7.08)) (Архивная копия от 4 сентября 2022 на Wayback Machine) (иврит) (перевод статьи на русский язык (Архивная копия от 19 января 2012 на Wayback Machine))
- אמנון סטרשנוב ערעור על פסק בוררות דה מרקר, 12.11.08 (Амнон Страшнов, «Апелляция против постановления третейского суда», The Marker (12.11.08)) (Архивная копия от 4 сентября 2022 на Wayback Machine) (иврит)
- אמנון סטרשנוב צה"ל מסוגל וצריך לחקור הארץ, 11.10.09 (Амнон Страшнов, «Армия обороны Израиля способна и должна расследовать», «Га-Арец» (11.10.09)) (Архивная копия от 4 сентября 2022 на Wayback Machine) (иврит)
- אמנון סטרשנוב מה שטוב לאזרח — טוב גם למדינה דה מרקר, 20.10.09 (Амнон Страшнов, «Что хорошо для гражданина, хорошо и для государства», The Marker (20.10.09)) (Архивная копия от 4 сентября 2022 на Wayback Machine) (иврит)
- אמנון סטרשנוב היועצים לא עמדו בלחץ (Амнон Страшнов, «Советники не выдерживали давления»), News1 (8.11.09) (Архивная копия от 11 ноября 2009 на Wayback Machine) (иврит)
- אמנון סטרשנוב בית המשפט נגד הבוררות דה מרקר, 31.12.09 (Амнон Страшнов, «Суд против арбитража», The Marker (31.12.09)) (Архивная копия от 4 сентября 2022 на Wayback Machine) (иврит)
- אמנון סטרשנוב שופט אפור יישאר בורר אפור הארץ, 7.3.10 (Амнон Страшнов, «Серый судья останется серым арбитром», «Га-Арец» (7.3.10)) (Архивная копия от 4 сентября 2022 на Wayback Machine) (иврит)
- אמנון סטרשנוב לחקור, לא לתחקר עורך הדין 7 (אפריל 2010) 26 (Амнон Страшнов, «Расследовать, а не проводить внутреннее расследование», «Орех-ха-Дин» № 7 (апрель 2010), с. 26 (Архивная копия от 13 июня 2010 на Wayback Machine) (иврит)
- אמנון סטרשנוב בוררות חובה לא תפתור את העומס בבתי המשפט הארץ, 13.3.11 (Амнон Страшнов, «Обязательный арбитраж не решит проблему загруженности судов», «Га-Арец» (13.3.11)) (Архивная копия от 4 сентября 2022 на Wayback Machine) (иврит)
- אמנון סטרשנוב לפני חוק בוררות חובה הארץ, 3.10.11 (Амнон Страшнов, «До закона об обязательном арбитраже», «Га-Арец» (3.10.11)) (Архивная копия от 4 сентября 2022 на Wayback Machine) (иврит)
- אמנון סטרשנוב מקומם של עבריינים מחוץ לפוליטיקה (Амнон Страшнов, «Преступникам не место в политике»), Ynet (2.10.12) (Архивная копия от 4 октября 2012 на Wayback Machine) (иврит)
- אמנון סטרשנוב מחלישים את הבוררויות גלובס, 8.7.13 (Амнон Страшнов, «Ослабляют третейские суды», «Глобс» (8.7.13)) (Архивная копия от 13 апреля 2021 на Wayback Machine) (иврит)
- אמנון סטרשנוב שלח לי מלאך לבנק ישראל (Амнон Страшнов, «Пошли мне ангела в Банк Израиля»), Ynet (3.8.13) (Архивная копия от 6 августа 2013 на Wayback Machine) (иврит)
- אמנון סטרשנוב הפתרון של שופט מחוזי בדימוס לפרשת הדורסת המיוחסת גלובס, 20.7.15 (Амнон Страшнов, «Решение отставного окружного судьи для дела родовитой водительницы, сбившей человека», «Глобс» (20.7.15)) (Архивная копия от 22 июля 2015 на Wayback Machine) (иврит)
- אמנון סטרשנוב כמו בארה"ב: יש למנות תובע מיוחד לתיקי ראש הממשלה גלובס, 21.2.18 (Амнон Страшнов, «Как в США: следует назначить особого прокурора по делам премьер-министра», «Глобс» (21.2.18)) (Архивная копия от 21 февраля 2018 на Wayback Machine) (иврит)
- אמנון סטרשנוב פרשת המסרונים: אל תשפכו את התינוק עם המים גלובס, 28.2.18 (Амнон Страшнов, «Дело об SMS: не выплёскивайте ребёнка вместе с водой», «Глобс» (28.2.18)) (Архивная копия от 28 февраля 2018 на Wayback Machine) (иврит)
- אמנון סטרשנוב אמא תרזה תתאים לשירות הציבורי גלובס, 3.12.18 (Амнон Страшнов, «Подойдёт ли мать Тереза для государственной службы?», «Глобс» (3.12.18)) (Архивная копия от 3 декабря 2018 на Wayback Machine) (иврит)
- אמנון סטרשנוב ערביי ישראל הם אזרחים שווי זכויות במדינת ישראל — ואסור להחרימם גלובס, 18.3.20 (Амнон Страшнов, «Израильские арабы — равноправные граждане Государства Израиль, и нельзя их бойкотировать», «Глобс» (18.3.20)) (Архивная копия от 19 марта 2020 на Wayback Machine) (иврит)
- אמנון סטרשנוב הניחו כבר לאביחי מנדלבליט: יש לאפשר ליועמ"ש למלא את תפקידו הקשה מנשוא גלובס, 11.5.20 (Амнон Страшнов, «Отстаньте от Авихая Мандельблита: следует предоставить Юридическому советнику возможность исполнять его нестерпимо сложную должность», «Глобс» (11.5.20)) (Архивная копия от 19 мая 2020 на Wayback Machine) (иврит)
- אמנון סטרשנוב למרות הרוב השמרני: לא כדאי לטראמפ לבנות על ביהמ"ש העליון בארה"ב גלובס, 8.11.20 (Амнон Страшнов, «Несмотря на консервативное большинство: Трампу не стоит полагаться на Верховный суд в США», «Глобс» (8.11.20)) (Архивная копия от 9 ноября 2020 на Wayback Machine) (иврит)
- אמנון סטרשנוב לו אני מנדלבליט: ההצעה והאזהרה של סטרשנוב לנתניהו (Амнон Страшнов, «Если б я был на месте Мандельблита: предложение и предостережение Страшнова к Нетаньяху»), Ynet (23.11.20) (Архивная копия от 23 ноября 2020 на Wayback Machine) (иврит)
- אמנון סטרשנוב להכריז על נבצרות ראש הממשלה גלובס, 28.4.21 (Амнон Страшнов, «Объявить о неспособности премьер-министра продолжать исполнение своей должности», «Глобс» (28.4.21)) (Архивная копия от 6 мая 2021 на Wayback Machine) (иврит)
- אמנון סטרשנוב אולמרט ונתניהו עומדים להפסיד. ראו הוזהרתם (Амнон Страшнов, «Ольмерт и Нетаньяху проиграют. И не говорите, что вас не предупреждали»), Ynet (13.1.22) (Архивная копия от 13 января 2022 на Wayback Machine) (иврит)
- אמנון סטרשנוב יריב לוין בחר צד, והציבור ומערכת המשפט ייפגעו גלובס, 10.1.23 (Амнон Страшнов, «Ярив Левин выбрал сторону, и обществу и правовой системе будет нанесен ущерб», «Глобс» (10.1.23)) (Архивная копия от 12 января 2023 на Wayback Machine) (иврит)
- אמנון סטרשנוב חוק עונש מוות למחבלים הוא מיותר, מזיק והזוי גלובס, 9.3.23 (Амнон Страшнов, «Закон о смертной казни для террористов — лишний, вредный и бредовый», «Глобс» (9.3.23)) (Архивная копия от 10 марта 2023 на Wayback Machine) (иврит)
- אמנון סטרשנוב אין מנוס מחילופי שלטון, עכשיו (Амнон Страшнов, «Нет выбора, кроме как сменить власть, сейчас»), Ynet (7.2.24) (Архивная копия от 7 февраля 2024 на Wayback Machine) (иврит)
- אמנון סטרשנוב מסע ההרס של לוין (Амнон Страшнов, «Разрушительная кампания Левина»), Ynet (23.7.24) (Архивная копия от 11 августа 2024 на Wayback Machine) (иврит)
- אמנון סטרשנוב אסור לתת לבן גביר להמשיך לעשות ככל העולה על רוחו (Амнон Страшнов, «Нельзя давать Бен Гвиру продолжать делать всё, что ему заблагорассудится»), Ynet (15.9.24) (Архивная копия от 16 сентября 2024 на Wayback Machine) (иврит)
- אמנון סטרשנוב השר לוין, כאוהד הפועל כבר היית אמור ללמוד להפסיד בכבוד הארץ, 7.10.24 (Амнон Страшнов, «Министр Левин, как болельщику „Хапоэля“ Вам бы уже пора научиться достойно проигрывать», «Га-Арец» (7.10.24)) (Архивировано 7 октября 2024 года.) (иврит)
- אמנון סטרשנוב כאשר טחנות הצדק בוחרות לטחון לאט מאוד (Амнон Страшнов, «Когда жернова правосудия решают молоть очень медленно»), Ynet (25.10.24) (Архивировано 27 октября 2024 года.) (иврит)
- אמנון סטרשנוב טוב עשה בית המשפט: צדק דחוי הוא צדק שגוי (Амнон Страшнов, «Суд поступил правильно: отложенное правосудие — это неверное правосудие»), Ynet (13.11.24) (Архивная копия от 13 ноября 2024 на Wayback Machine) (иврит)
- אמנון סטרשנוב לטובת שני הצדדים, חייבים לסיים את סאגת משפט נתניהו (Амнон Страшнов, «Ради обеих сторон — необходимо завершить сагу судебного процесса над Нетаньяху»), Ynet (10.12.24) (Архивная копия от 17 декабря 2024 на Wayback Machine) (иврит)
- אמנון סטרשנוב מינוי עמית — גם חוקי וגם לגטימי (Амнон Страшнов, «Назначение Амита — и законно, и легитимно»), Ynet (14.2.25) (Архивная копия от 14 февраля 2025 на Wayback Machine) (иврит)
- אמנון סטרשנוב למען החיילים, למען המדינה: לא לסתימת פיות (Амнон Страшнов, «За солдат, за государство: против затыкания ртов»), Ynet (29.5.25) (Архивная копия от 30 мая 2025 на Wayback Machine) (иврит)
- אמנון סטרשנוב לסיים את הסאגה של משפט נתניהו (Амнон Страшнов, «Завершить сагу процесса над Нетаньяху»), Ynet (4.7.25) (Архивная копия от 5 июля 2025 на Wayback Machine) (иврит)